# Station radio de Grimeton
La station radio de Grimeton (aussi désignée sous le nom de Station radio Varberg) est un centre de télécommunications construit à Grimeton en Suède (comté de Halland) en 1922-1924 et qui témoigne des débuts de la communication transatlantique sans fil.

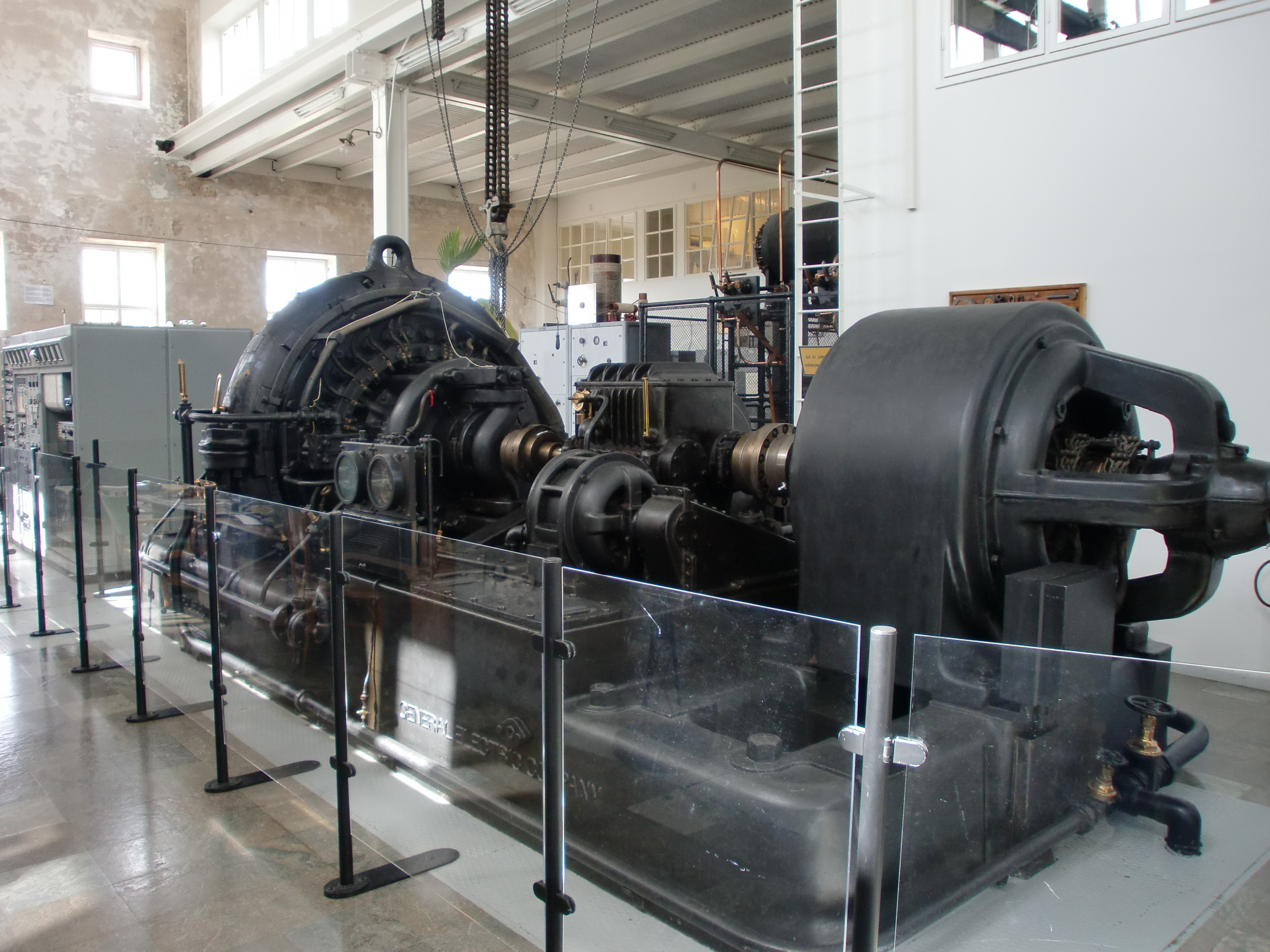
Alternateur d'Alexanderson de Grimeton

L’émetteur TBF (VLF) est construit en  1923 et contient actuellement le seul émetteur à alternateur d'Alexanderson en état de marche au monde. L’antenne est un faisceau de fils aériens tendu sur six pylônes autoporteurs de 127 m.
L’émetteur de  Grimeton est utilisé jusque dans les années 1950 pour les communications télégraphiques transatlantiques avec la station de Long Island, New York, aux États-Unis, puis pour les communications sous-marines jusqu’en 1996.
En 1968, un second émetteur est installé, utilisant des techniques à transistor et tubes pour remplacer la machine tournante, à la fréquence de 17,2 kHz avec les mêmes antennes. 
En 1996, l’émetteur mécanique, dépassé et trop vieux, est arrêté. Grâce à son excellent état, il est déclaré monument national. Il se visite en été. Les jours d’événements nationaux, en particulier Alexandersondagen (la journée Alexanderson, célébrée chaque année aux alentours du 1er juillet), il est remis en marche pour transmettre le code morse de l’indicatif SAQ sur 17,2 kHz (...  .-  --.-).
L’émetteur de  1960 est toujours utilisé par la marine suédoise. L’utilisation de la même antenne sans filtres coûteux empêche le fonctionnement simultané. Les émissions de l’ancien émetteur sont donc très rares.
La station de Grimeton ne sert pas qu’en VLF, mais également en HF (ondes courtes) et en radiodiffusion FM et en télévision. Un autre pylône haubané de 260 mètres a été construit en 1966 à côté de l’émetteur 40 kHz.
Le 2 juillet 2004, la Station radio de Grimeton a été inscrite au patrimoine mondial de l'UNESCO en tant que dernière survivante des grandes stations de transmission radio basées sur les techniques antérieures à l’ère de l’électronique.
Une station identique en Pologne, Transatlantycka Centrala Radiotelegraficzna (pl), est détruite en 1945.

## Galerie

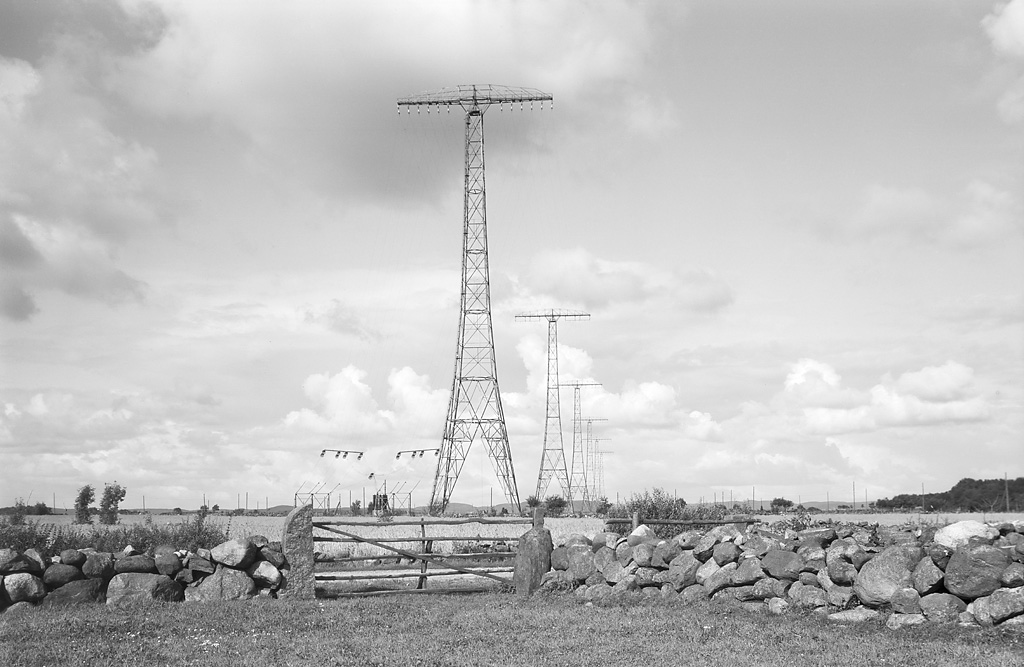
Les stations de radio de Varberg à Grimeton
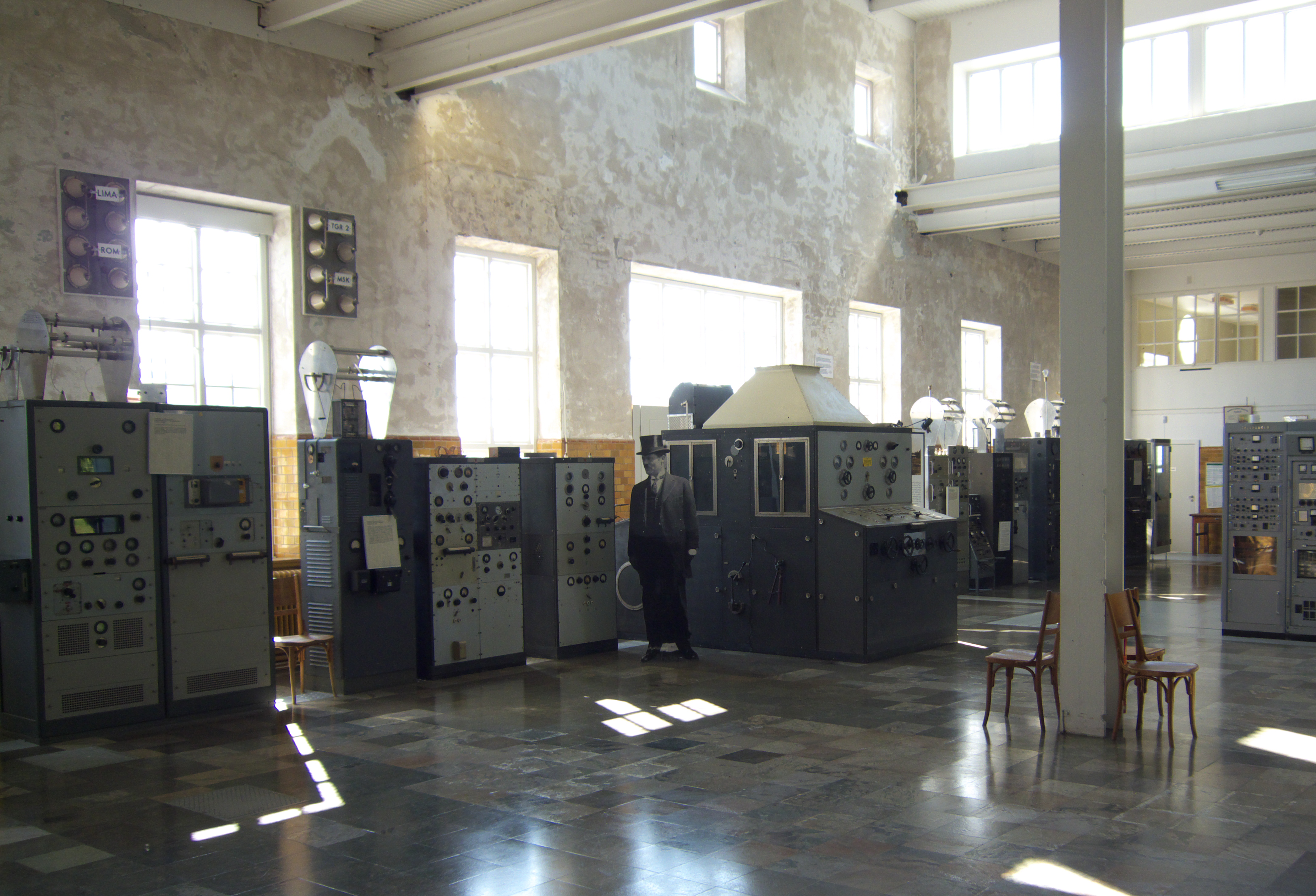
L'intérieur de la station de radio Grimeton
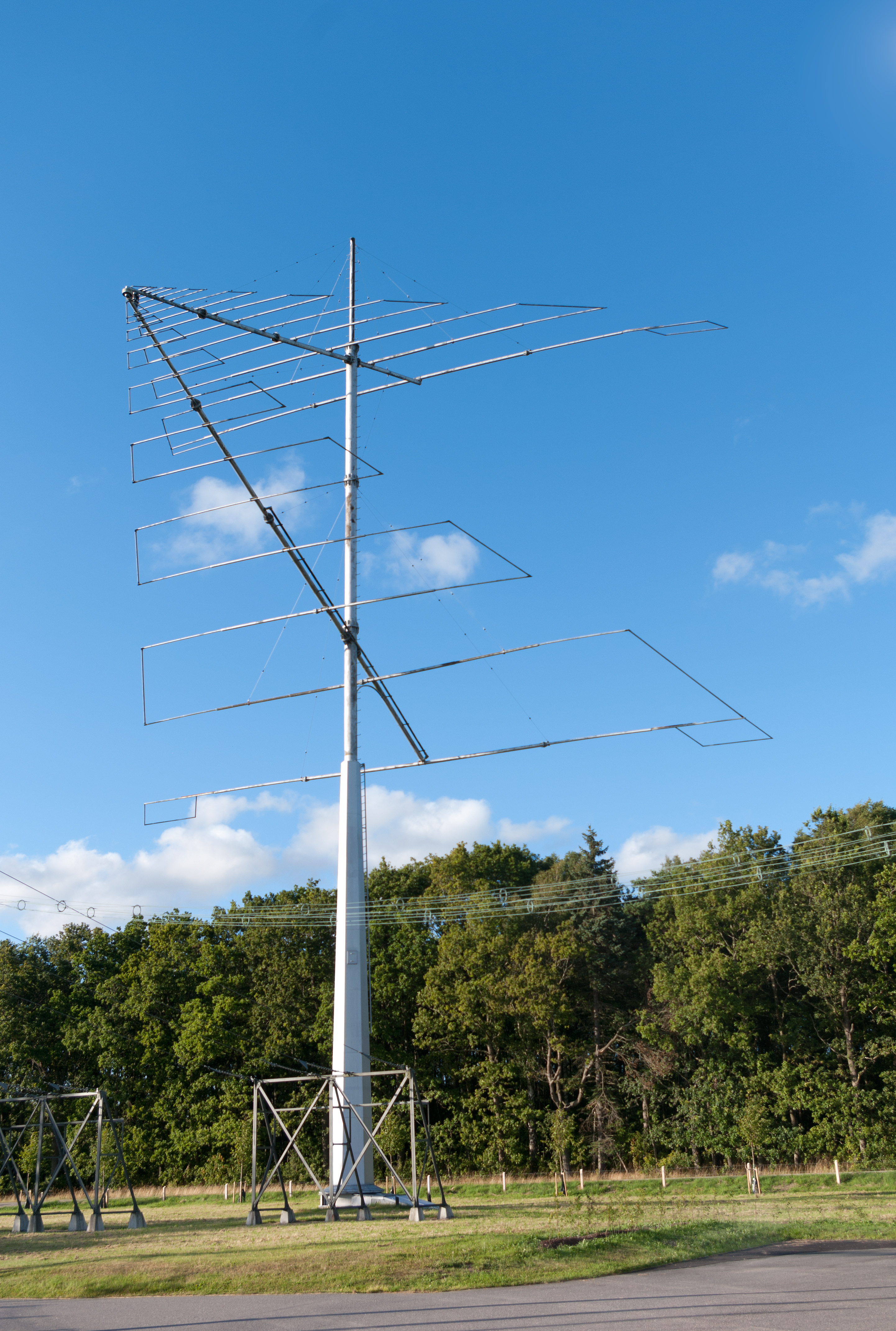
Antenne logarithmique à ondes courtes en dehors de l'ancienne station de radio de Varberg, en Suède
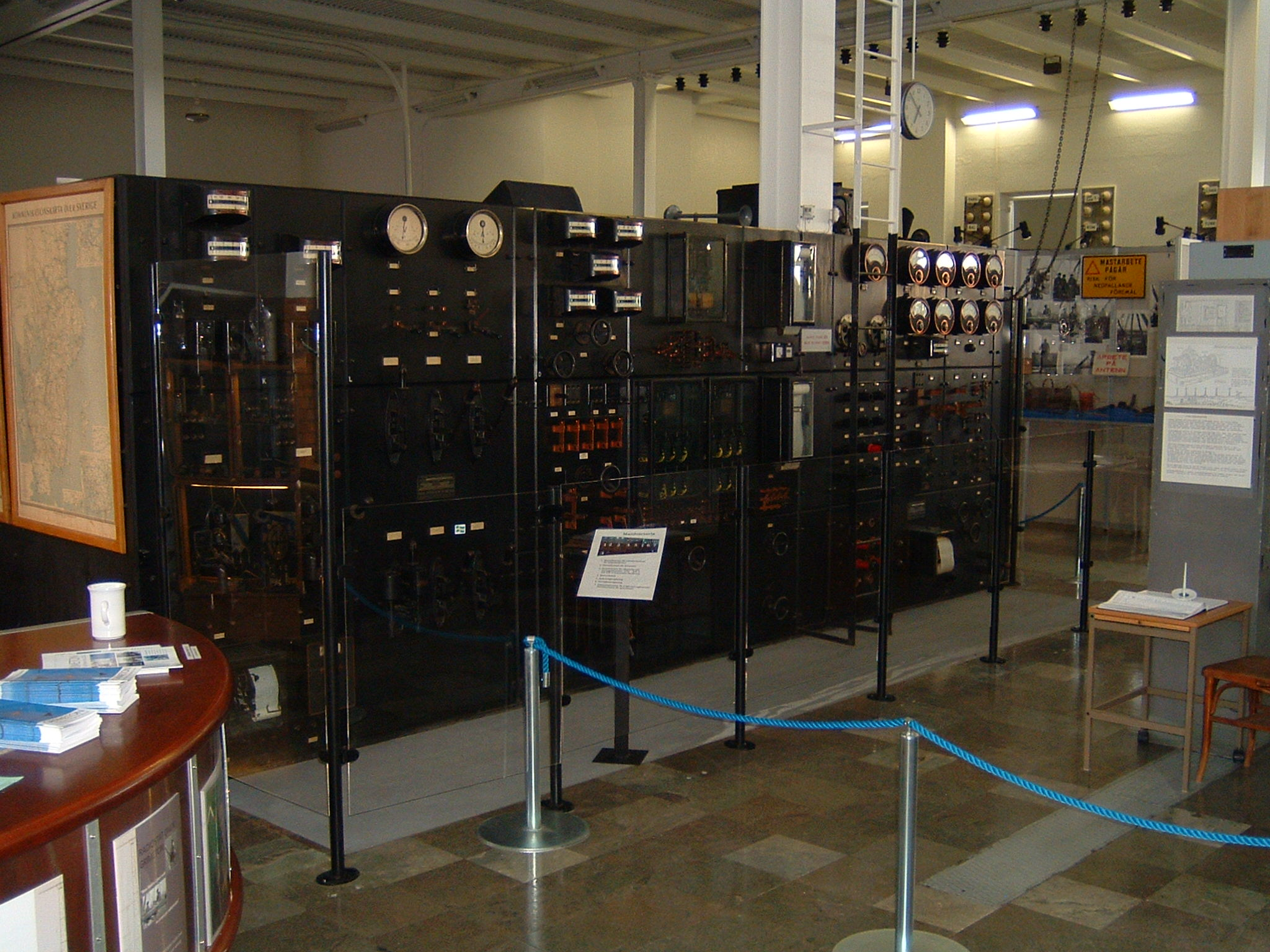
Bâtiment principal intérieur de la station de radio de Grimeton dans la municipalité de Varberg avec équipement d'émetteur
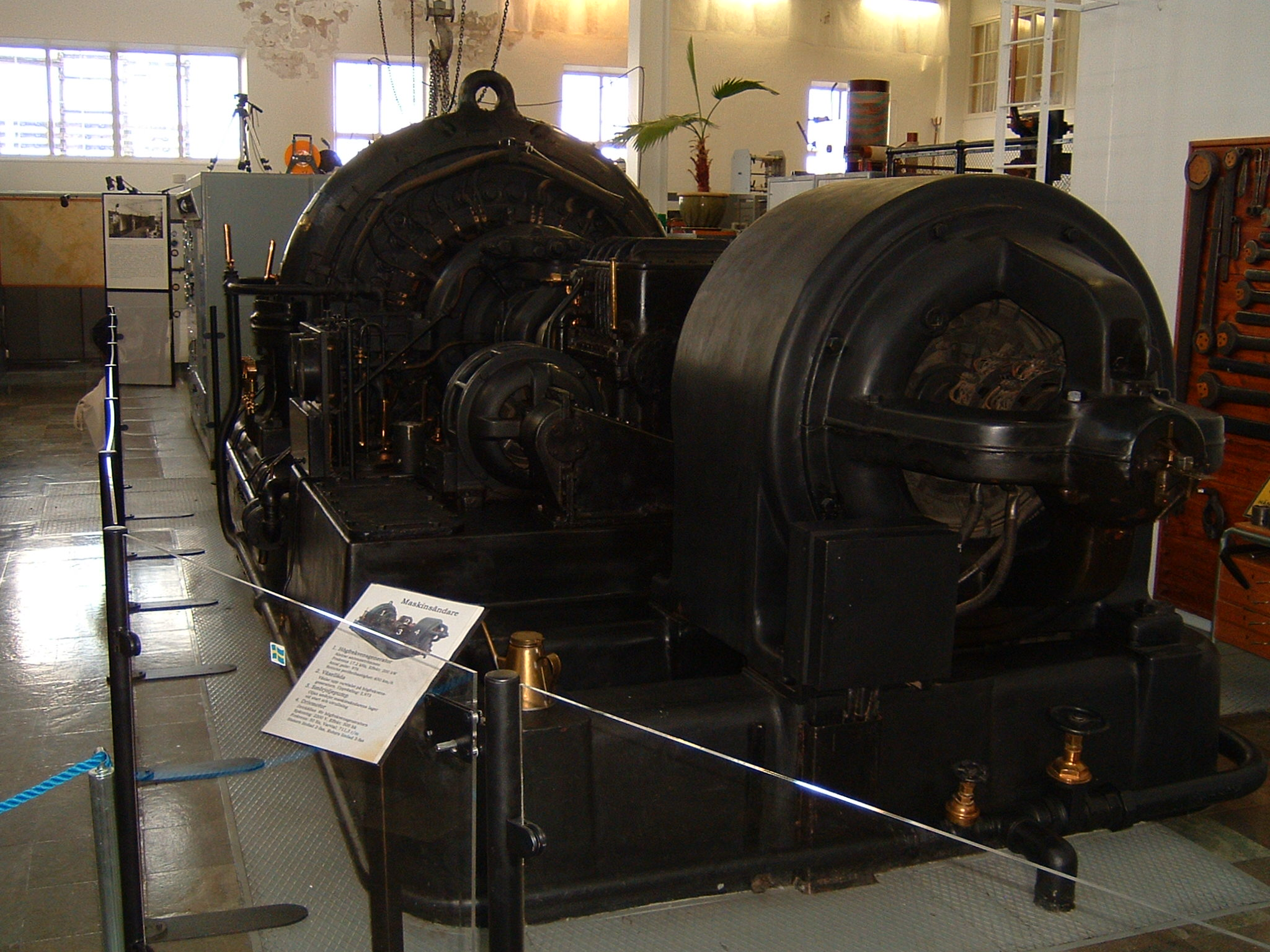
Bâtiment principal intérieur de la station de radio de Grimeton dans la municipalité de Varberg avec équipement d'émetteur
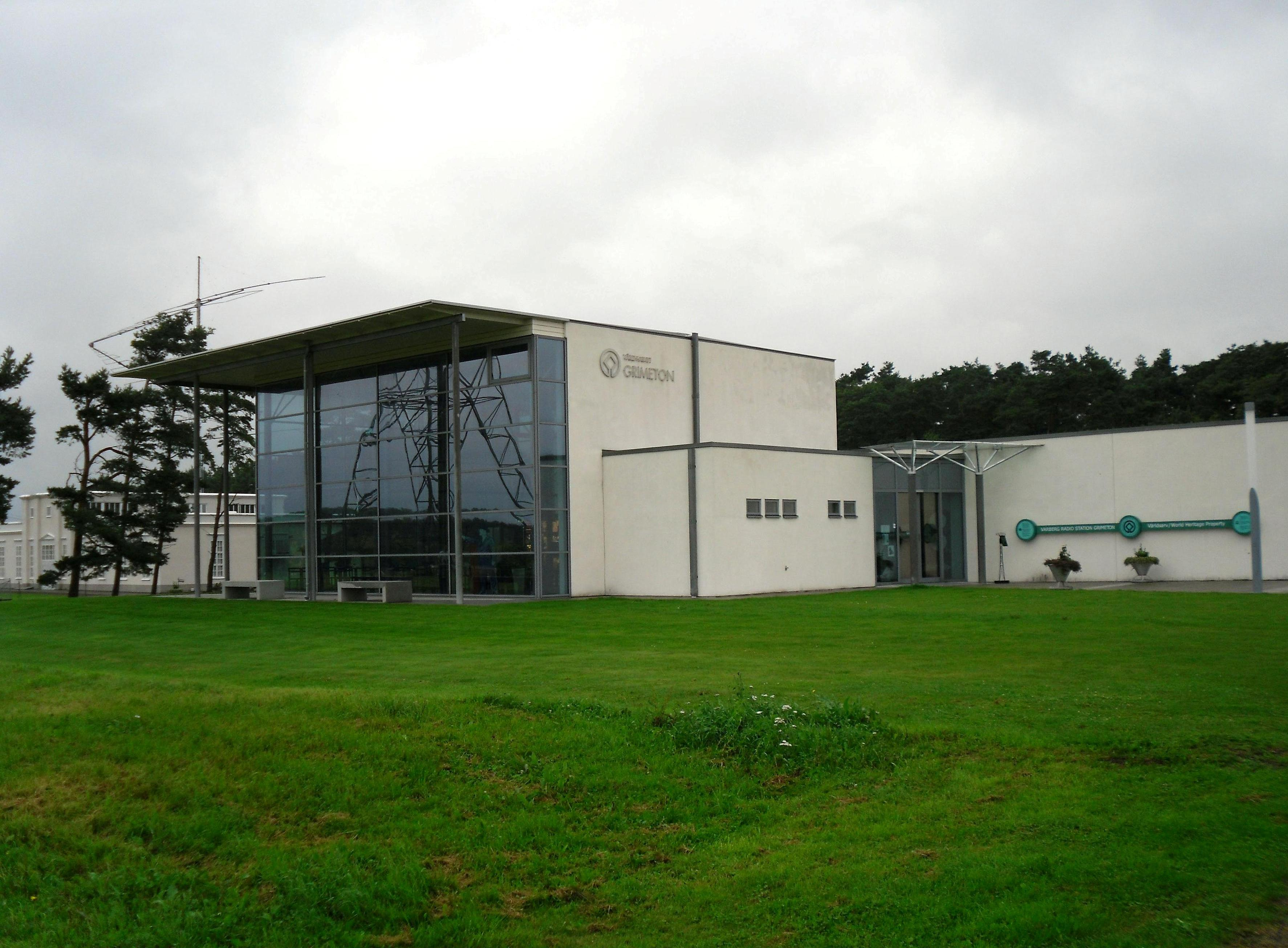
Hall d'entrée du patrimoine mondial Grimeton
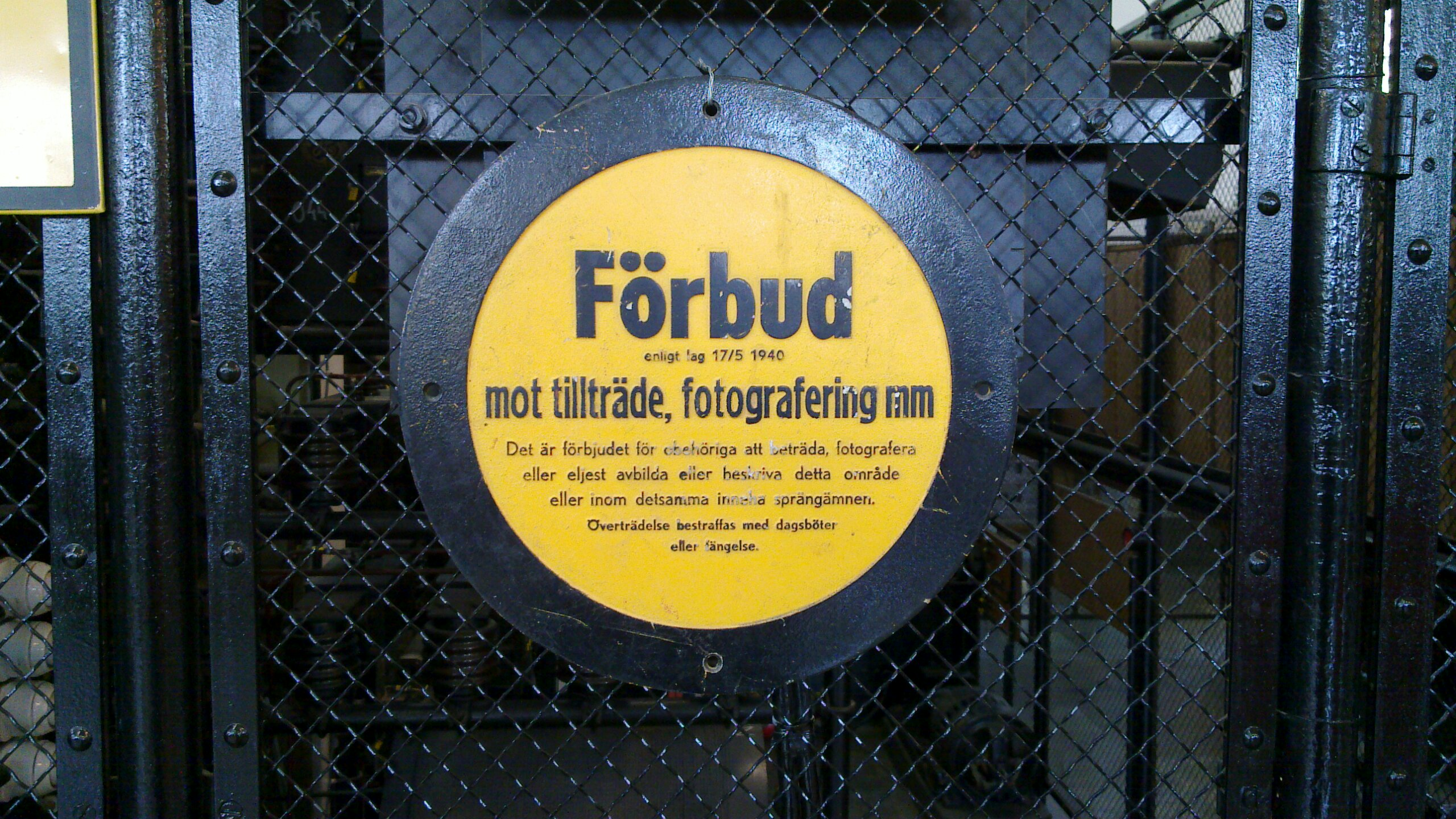
Un panneau d'avertissement à l'entrée